# ディニクティス (哺乳類)
ディニクティス (Dinictis ) またはディニクチスは食肉目ネコ亜目の絶滅科であるニムラブス科（"false saber-toothed cats"「偽剣歯虎」として知られる）に属する絶滅哺乳類。ニムラブス亜科に分類され、始新世後期から中新世前期まで（37.2—20.4 Ma）のおよそ1680万年にわたって北アメリカ大陸に生息していた。

## 分類
ディニクティスはアメリカの古生物学者ジョゼフ・ライディによって1854年に命名された。模式種は Dinictis felina である。Gill (1872) ではネコ科に分類されており、Flynn and Galiano (1982) や Bryant (1991) and Martin (1998) においてニムラブス亜科に分類されている。

## 形態
すらりとした体に短い四肢で、体長1.1m、体高0.6m、不完全にしか引き込めない爪、強力な顎、長い尾をもっていた。近縁であるホプロフォネウス (Hoplophoneus) によく似ていた。頭蓋骨の形状はマカイロドゥス亜科の小型版というよりは真のネコ類の物を思わせるものである。より新しい剣歯虎類に比べてその上顎犬歯は比較的小さいが、それでも明白に口から飛び出していた。犬歯下端より下にまで下顎が平たく広がっていた。
ディニクティスは現世のネコ科動物とは異なり蹠行性であった。小型のヒョウのような姿で、生活様式もおそらく似たものであっただろう。食事に関して、歯列の減少が初期段階にあったこと、顎関節が剪断に特化していなかったことから、彼らの子孫ほど食性が限定されていなかったと思われる。それでもなお、その環境の中で彼らは強力な捕食者であっただろうと考えられている。

## 生態
北アメリカ大陸の平原部に生息しており、カナダのサスカチュワン州、アメリカのコロラド州・モンタナ州・ネブラスカ州・サウスダコタ州・ノースダコタ州・ワイオミング州・オレゴン州などで化石が発見されている。ディニクティスは暁新世に生息していた初期のミアキス型祖先から進化したと考えられている。

## 画像

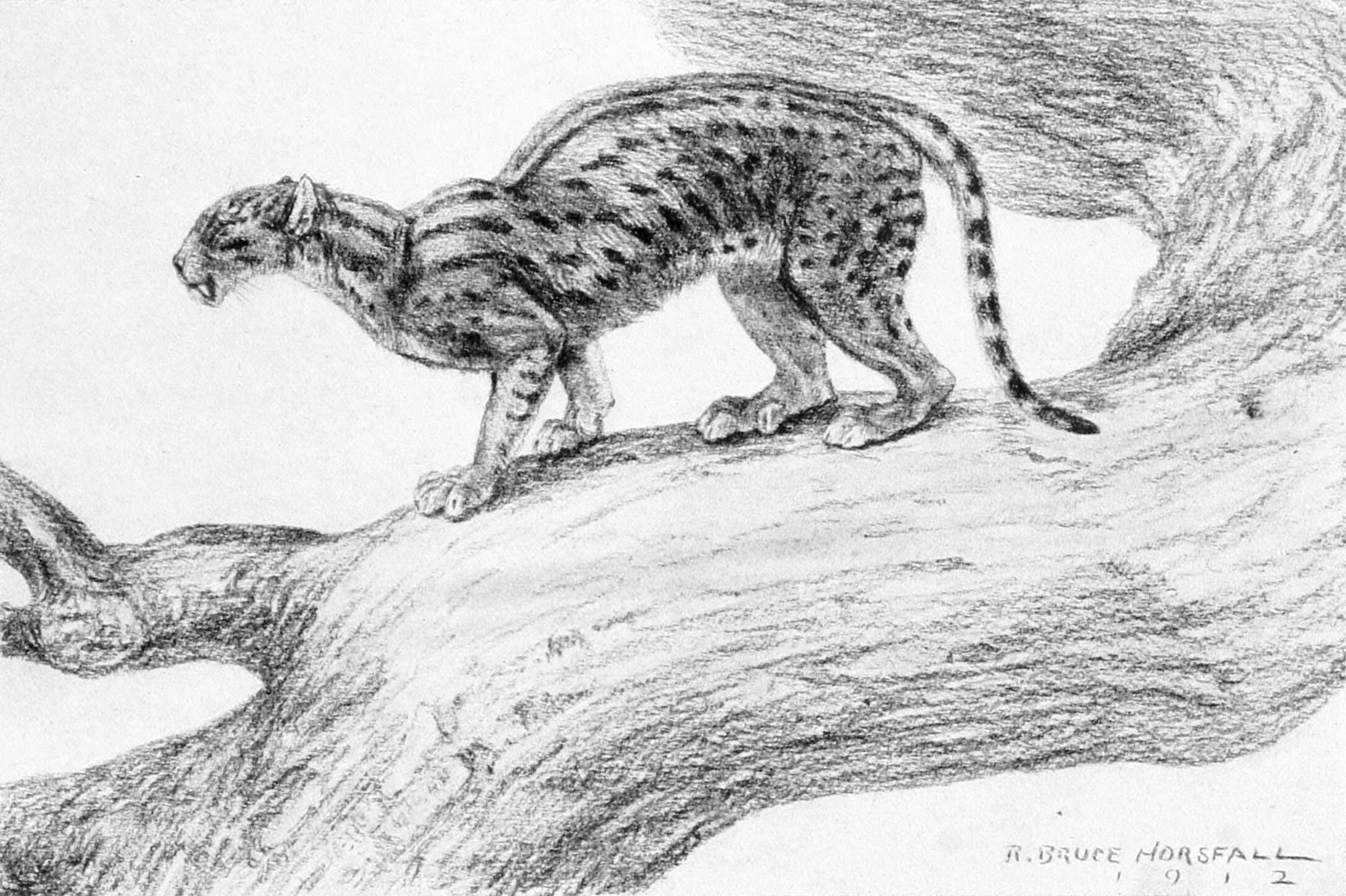
D. felinaの復元
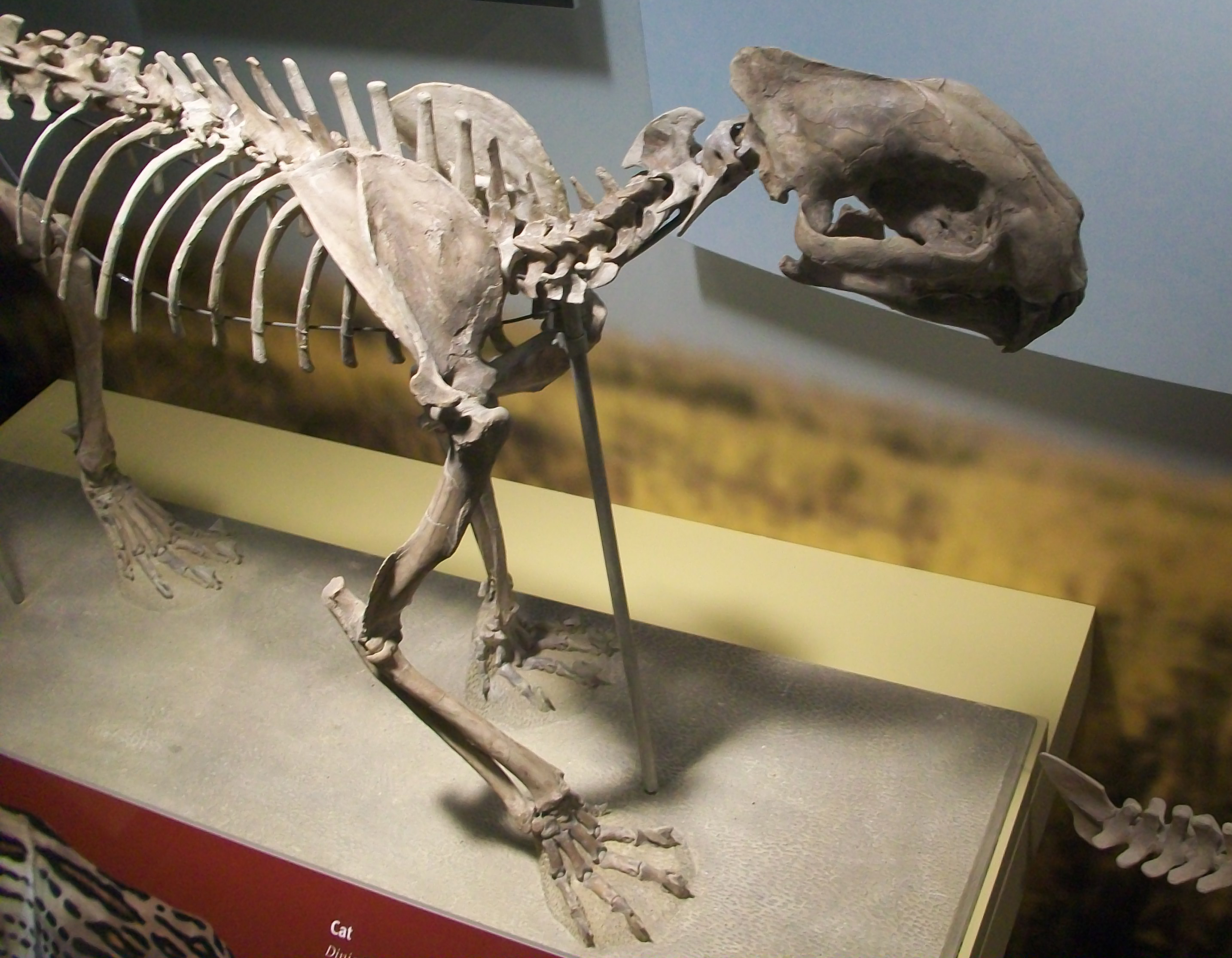
D. felina の骨格（ フィールド自然史博物館）
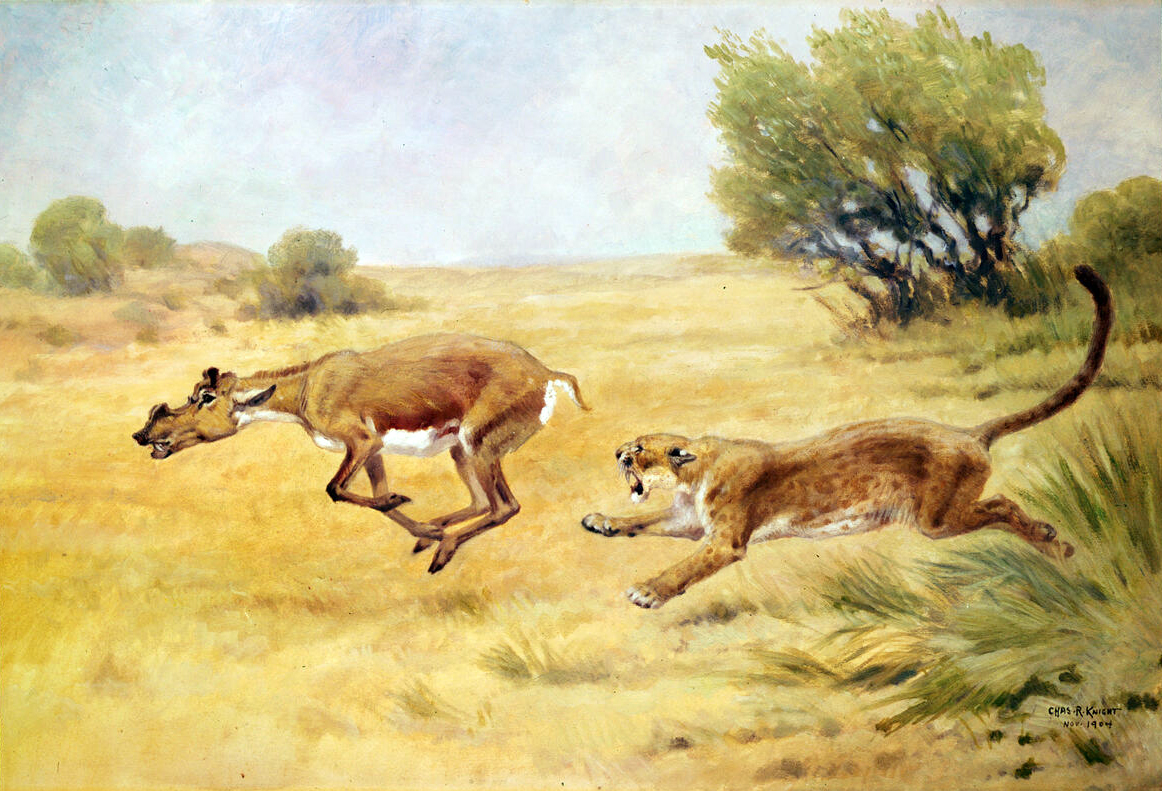
チャールズ・ナイト（英語版）によるディニクティスとプロトケラスの復元図